# 활동궁
활동궁(活動宮, cardinal sign)은 태양이 매년마다 그것들을 통과할 때면 계절의 변화가 시작되는 황도대의 별자리이다.

붉은색 선은 활동궁을, 연두색 선은 고정궁을 그리고 파란색 선은 변통궁을 연결하고 있는 도해.

카디늘(cardinal)이라는 말은 경첩을 뜻하는 라틴어 카르디네(cardine)에서 파생되었는데, 그것들은 각각 계절의 전환점을 나타내기 때문이다. 구이도 보나티는 태양이 그것들에 들어갈 때면 계절 변화를 야기하며, "공기"가 달라진다고 하였으므로, 전통적인 점성가들에 의해서 그것들은 가동성(可動性)의 별자리(moveable sign)라고도 불렸다. 때때로 활동궁은 모서리의 별자리나 하우스와 혼동된다. 하지만, 출생 천궁도에서 모서리의 별자리들은 점성학적 모서리에 위치해 있는 별자리들이다. 따라서, 출생 시간에 따라 모서리의 하우스들에는 활동궁이나 고정궁 또는 변통궁에 있을 수도 있다. 활동궁은 다음과 같다.
- 양자리(): 태양이 이 별자리를 통과할 때 북반구에서는 봄이 그리고 남반구에서는 가을이 시작된다.
- 게자리(): 태양이 이 별자리를 통과할 때 북반구에서는 여름이, 남반구에서는 겨울이 시작된다.
- 천칭자리(): 태양이 이 별자리를 통과할 때 북반구에서는 가을이, 남반구에서는 봄이 시작된다.
- 염소자리(): 태양이 이 별자리를 통과할 때 북반구에서는 겨울이 그리고 남반구에서는 여름이 시작된다.